# Henk Chin A Sen

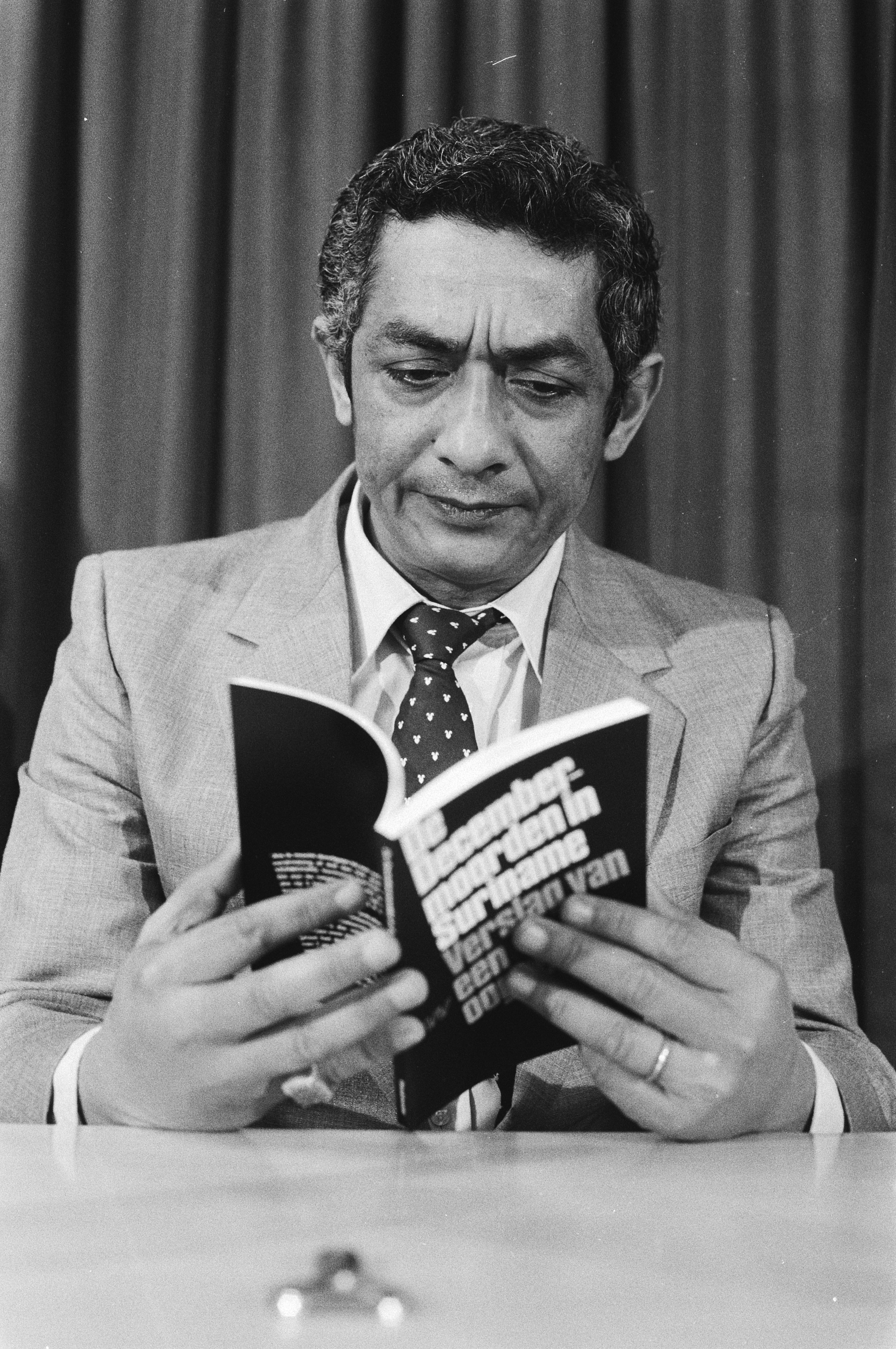
Chin A Sen bij de presentatie van het boek De Decembermoorden in Suriname

Hendrik Rudolf (Henk) Chin A Sen (Albina, 18 januari 1934 – Paramaribo, 11 augustus 1999) was een Surinaams politicus.

## Opleiding
Chin A Sen werd geboren in het district Marowijne te Albina. Hij studeerde medicijnen aan de Geneeskundige School van Paramaribo en studeerde in 1959 af. Van 1959 tot 1961 voerde hij een huisartsenpraktijk, daarna ging hij naar Nederland om zich te specialiseren als internist. Na zijn terugkeer in Suriname werkte hij in het St. Vincentiusziekenhuis in Paramaribo. Hij sloot zich aan bij de Partij Nationalistische Republiek (PNR), een partij die de onafhankelijkheid van Suriname nastreefde. Hij was echter niet echt actief binnen de PNR.

## Premierschap en presidentschap
Op 15 maart 1980, ruim twee weken na de Sergeantencoup die Desi Bouterse en diens militaire raad aan de macht had gebracht, werd Chin A Sen premier van Suriname. In twee jaar tijd was hij premier van de volgende kabinetten:
- Kabinet-Chin A Sen I (1980), met Johan Ferrier nog als president
- Kabinet-Chin A Sen II (1980-1980), waarbij hij tevens president was

De benoeming van de niet-politiek actieve Chin A Sen kwam als een verrassing. Chin A Sen vormde een links kabinet waarin ook twee leden van de Nationale Militaire Raad (NMR) zitting hadden. Spoedig na zijn aantreden werd duidelijk dat hij streefde naar terugkeer naar de democratie en de inperking van de macht van de NMR. Nadat president Johan Ferrier werd afgezet op de administratieve coup van 13 augustus 1980, nam Chin A Sen ook het presidentschap op zich. 
Door de interne problemen binnen de Nationale Militaire Raad (die uiteindelijk leidden tot een interne coup van Bouterse binnen de NMR) kon Chin A Sen zijn macht aanvankelijk versterken. Maar toen de NMR de zaken weer op orde had gesteld, brak er een ernstig conflict uit tussen Chin A Sen en Bouterse (1981) over de te voeren koers. Bouterse streefde naar een maatschappij op socialistische en revolutionaire grondslag waarbij de NMR op de achtergrond aan de touwtjes zou trekken, terwijl Chin A Sen naar het herstel van de democratie streefde. Een door Chin A Sen ingediende ontwerpgrondwet werd in 1981 door de NMR afgewezen, waarna de spanningen tussen de regering en de militairen verder opliepen.
Het verjaardagsfeest van Chin A Sen, 18 januari, in het presidentieel paleis, werd door zijn aanhangers gebruikt als demonstratie tegen de macht van de NMR.
Op 4 februari 1982 trad Chin A Sen af, nadat Bouterse en hij het niet eens waren geworden over de besteding van de (Nederlandse) ontwikkelingshulp en de ontwerpgrondwet. Later ging Chin A Sen in ballingschap in Nederland.

## Oppositie tegen het bewind in Suriname
In Nederland werd Chin A Sen na de Decembermoorden van 1982 tot voorzitter van de Raad voor de Bevrijding van Suriname gekozen. De Raad voerde vanuit Nederland oppositie tegen het bewind van Bouterse en de zijnen, maar was daarin niet erg succesvol. Chin A Sen stelde zich later in verbinding met Ronnie Brunswijk en diens Junglecommando, die een gewapende strijd tegen Bouterse uitvocht.
Op 7 maart 1985 werden vijf muzikanten, die in een kantoorgebouw in Rijswijk aan het oefenen waren, aangevallen door een gewapende groep waarbij 3 doden vielen. De Raad voor de Bevrijding bevond zich op dezelfde verdieping. Chin A Sen en de justitie vermoedden dat de aanslag tegen Chin A Sen gericht was. Ondanks dat er een beloning van ƒ30.000 werd uitgeloofd, is de zaak niet opgelost.
In 1995 keerde Chin A Sen naar Paramaribo terug waar hij zijn werk als internist hervatte. Hij overleed in 1999 op 65-jarige leeftijd te Paramaribo.
- International Standard Name Identifier: 0000 0000 6379 1162
- Library of Congress Control Number: n87822223
- Nationale bibliotheek van Australië: 36650013
- Nederlandse Thesaurus van Auteursnamen: 069320861
- Trove: 1363195
- Virtual International Authority File: 58136408
- WorldCat: E39PBJpytmtGXXxBCjMh6ymGHC